# Λ-Baryon
Das Λ-Baryon, auch Lambda-Baryon, ist ein Baryon, das aus je einem Up-, Down- und Strange-Quark besteht. Es besitzt Spin 1/2, Isospin 0, ist elektrisch neutral und wird daher teilweise als Λ0 bezeichnet.
Das Λ-Baryon gehört zur Klasse der Hyperonen.

## Beschreibung

Das SU(3)-Baryon-Oktett (Spin 1/2)

Das Λ0-Baryon gehört dem SU(3)-Oktett an.
Es zerfällt zu beinahe 100 % in ein Nukleon und ein Pion. Dabei ist der Zerfall in ein Proton und ein π− mit 63,9 % fast doppelt so wahrscheinlich wie der Zerfall in ein Neutron und ein π0 (35,8 %).
Vom Λ-Baryon sind ca. 17 Resonanzen (kurzlebige angeregte Zustände) mehr oder weniger zweifelsfrei nachgewiesen worden.

## Λcund Λb
Es sind schwere Baryonen nachgewiesen worden, die an Stelle des s-Quarks ein Charm-Quark  bzw. ein Bottom-Quark besitzen, also mit der Quarkzusammensetzung udc und udb.  Sie werden als Λc (oder Λc+) bzw. Λb (oder Λb0) bezeichnet und sind die leichtesten Baryonen mit c- bzw. b-Quark.